# 매일 죽는 남자
매일 죽는 남자는 1981년 공개된 대한민국의 영화이다.

## 배역
- 신성일
- 신영일
- 유지인
- 김추련
- 박근형
- 방희
- 도금봉
- 허진
- 박원숙
- 엄주현
- 김애경
- 박암
- 전숙
- 최성

## 수상
- 1981년 제17회 백상예술대상
  - 영화부문 연기상 - 신영일